# Felipe Salido Zayas
Felipe Salido Zayas (Álamos, Sonora, 20 de mayo de 1863 - Ciudad de México 6 de octubre de 1939) fue un destacado ingeniero militar, notabilísimo maestro y político mexicano. Sus padres fueron el terrateniente y empresario Francisco Salido Obregón y Carmen Zayas, y uno de sus hermanos, el mayor, fue Francisco A. Salido, militar de carrera, también constructor, Prefecto de Álamos y fundador de Nacional Financiera. 
Fue sobrino del hacendado Martín Salido y Santiago de Palomares,  que respaldara al presidente Benito Juárez, y tío del escritor Rubén Salido Orcillo.  
Su infancia transcurrió en su tierra natal, con instrucción privada de alta calidad, donde su familia, particularmente su padre y la rama paterna, tenían gran renombre y poder en el lugar y provenían de un antiguo e ilustre linaje que se remonta más de un milenio, en Úbeda, España y otros lugares de Europa.

## Formación militar  y docencia
En 1878, Felipe Salido ingresó al Heroico Colegio Militar, en la capital del país, del que se graduaría con honores en 1883, como Teniente de ingenieros, habiendo descollado en la materia de Matemáticas, como refiere el doctor Ignacio Almada Bay, historiador sonorense.  
Después de algunos importantes servicios militares en Pótam y Tórim, bajo el comando del célebre general José Guillermo Carbó, con nombramiento de Capitán, Salido regresa a Álamos e instituye una escuela con enseñanzas Primaria y Secundaria, desde la que edita un acreditado rotativo académico.
Contrajo, entonces, nupcias con Rafaela Verdugo Perrón, hija del licenciado Francisco Verdugo y Amador, Tasador general de Costas del Estado de Baja California (funcionario de "rancio" abolengo que se negara a jurar la Constitución Política mexicana de 1857), y nieta del distinguido médico de origen francés, Pierre Perron, procreando ocho hijos, de los que sobrevivieron siete.

### Magisterio e inspección general.

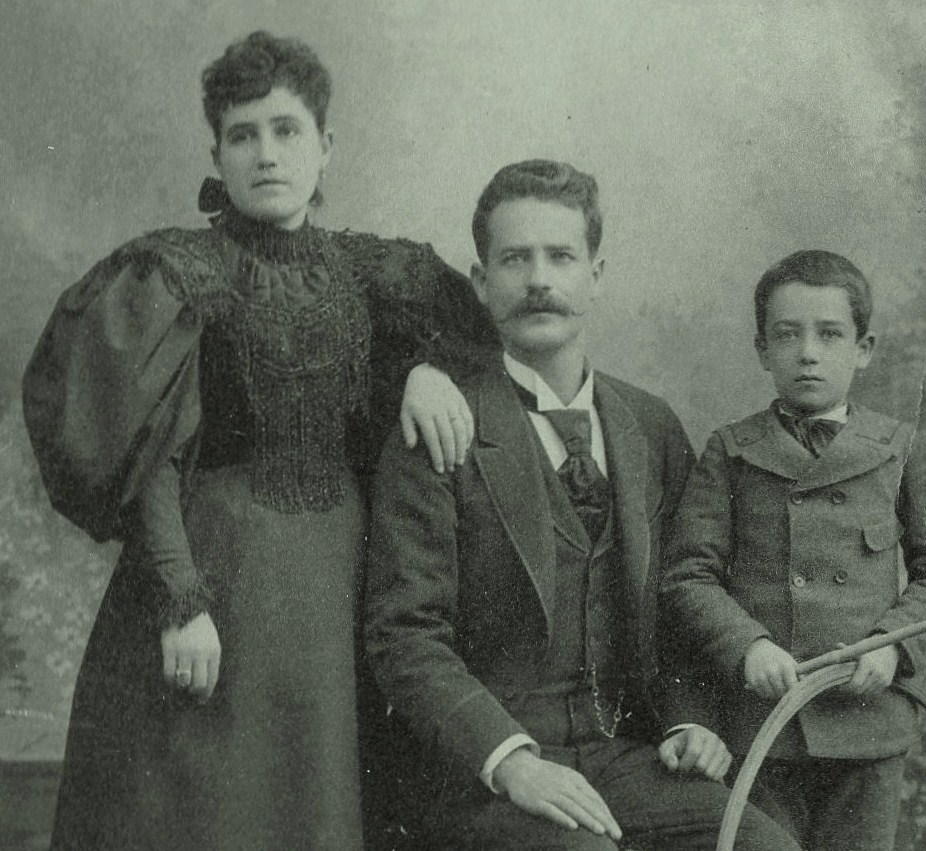
El maestro Felipe Salido, su esposa, Rafaela, e hijo mayor, Felipe.

Su desempeño como maestro inspiraba mucho respeto y admiración, según el decir de muchos de sus alumnos, entre los cuales habría grandes profesionales que encabezarían instituciones de primer orden;  todavía en la década de los ochenta del siglo XX, algunos sonorenses ancianos lo evocaban mencionando su dedicación, la relevancia con la que inculcaba los preceptos morales y el "perfeccionismo" con que se conducía él mismo. 
El maestro Salido, ejercía cátedra de matemáticas, no obstante, impartía además, clases de física, cosmografía, geometría, castellano, francés, e Historia, difundiendo poesía y libros de vanguardia.  
En el 1899, el gobernador del Estado, Ramón Corral lo convoca para ser director de Educación Pública e inspector de Educación de Escuelas Primarias, cargos que serían ratificados por el siguiente gobernador Rafael Izábal Salido. En tales responsabilidades revisó todas las escuelas estatales, mejorando su infraestructura y contratando grandes educadores como el loado maestro Heriberto Aja Holguín, a quien llevó desde Torreón, Coahuila.
Asimismo, Salido fue nombrado director del entonces recientemente creado Colegio de Sonora, (1889), hasta donde llevó alumnos de Álamos, que hizo siempre vencedores en justas y evaluaciones, y de donde saldrían varios generales que participaron activamente en la Revolución de 1910.

## Edificador y constructor
El ingeniero Salido realizó estudios y mejoras en el Río Mayo y construyó muchas edificaciones en Álamos, en Navojoa y en Hermosillo en Sonora, entre las que, no sin modificaciones, aún pueden contemplarse en nuestro tiempo el famoso Cuartel del 14, el Palacio de Gobierno Municipal de Hermosillo, la Escuela Leona Vicario, la Casa Arias, etcétera, con un estilo ecléctico de preponderante elegancia neoclásica, combinado con un cierto toque mexicano, que son reconocidas -emblemáticas algunas- por haber embellecido los lugares donde se asientan. 

## Senadurías
En 1920, el ingeniero Salido es invitado por el Presidente de la República, Gral. Álvaro Obregón, a postularse por la senaduría federal por el Estado de Sonora para la XXIX Legislatura, donde preside las comisiones de Educación y la de Comunicaciones y Obras públicas, entre otros nombramientos, como cita el senador Vito Alessio Robles y las propias actas del Senado. Sería reelecto para la siguiente Legislatura, de 1922 a 1924, donde fue respetado por los miembros de todos los clubes o partidos, dados su carácter, seriedad y diligencia con la que trataba todos los asuntos que le fueron encomendados.
Un accidente cerebrovascular limitó la continuación, empero, de su actividad política.
El ingeniero Salido murió de complicaciones del Mal de Parkinson, paralítico, en su residencia de la colonia Juárez.

## Reconocimientos
La Secretaría de educación  y cultura estatal de Sonora presenta como efemérides las fechas del nacimiento y deceso del ingeniero Salido, entre otras citas, y en el famoso "Diccionario de historia, geografía y biografía sonorenses" de Francisco R. Almada, tiene su apartado. En su memoria, varias escuelas primarias sonorenses (Navojoa; Moroncárit, Huatabampo) han sido denominadas con su nombre; en Hermosillo y  en Álamos, Sonora,  existen calles nominadas en su honor. El canto "Don Felipe Salido" fue compuesto por la cantautora mexicana Rita Nieto al conmemorarse su septuagésimo quinto aniversario luctuoso, en distintas versiones,  y se han escrito poemas, como el de Arnoldo R. de los Reyes, artículos biográficos y tesis de licenciatura sobre su obra  arquitectónica y su labor educativa, además de las innúmeras alusiones periodísticas y bibliográficas de su época.